# بهره کنترلی
بهره کنترلی (انگلیسی: Controlling interest) یک منفعت مالکیت در شرکتی با سهام دارای حق رأی کافی برای برتری در هر حرکت سهامداران است. اکثریت سهام دارای رای (بیش از ۵۰٪) همیشه یک سهم کنترلی است. هنگامی که یک حزب کمتر از اکثریت سهام دارای رای را در اختیار دارد، سایر شرایط فعلی را می‌توان برای تعیین اینکه آیا آن حزب همچنان دارای سهام مالکیت کنترل‌کننده در نظر گرفته می‌شود یا خیر، در نظر گرفت. در ایالات متحده، شرکت‌های دلاور دارای ۲/۳ رأی برای تصویب یک پیشنهاد هستند. در تئوری، این می‌تواند به این معنی باشد که یک سهم کنترلی باید بیش از دو سوم سهام دارای رأی باشد. مطالعه‌ای در سال ۲۰۱۹ که در مجله حقوق ویرجینیا منتشر شد، گفت که ساختارهای سهام دو طبقه، مشترک در شرکت‌های فناوری عمومی جدید، خطرات و هزینه‌های حاکمیتی را ایجاد می‌کند، از جمله از دست دادن بالقوه ارزش اقتصادی سهام‌های بدون حق رای که توسط سرمایه‌گذاران عمومی نگهداری می‌شوند.